# 다카쓰카사 가즈코

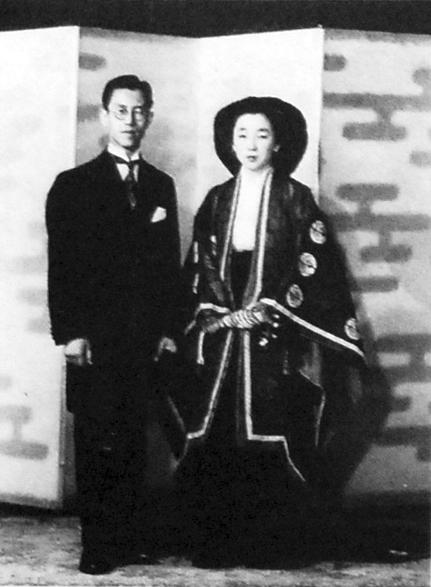
1950년, 도시미치와의 결혼 사진.

다카쓰카사 가즈코(일본어: 鷹司 和子, 1929년 9월 30일 ~ 1989년 5월 26일)는 일본의 구 황족이다. 쇼와 천황과 고준 황후 사이의 셋째 딸로 옛 이름은 다카노미야 가즈코 내친왕 (일본어: 孝宮和子内親王)로, 1950년 황족이 아닌 오섭가의 일족인 다카쓰카사가의 당주 다카쓰카사 도시미치(鷹司平通)와 결혼하면서 새 황실전범에 따라 황족에서 이탈했다. 현 천황 아키히토, 히타치노미야 마사히토 친왕의 누나이다.
1948년에 가쿠슈인 여자고등과를 졸업하였다. 1966년 1월 28일 남편 도시미치는 일산화탄소 중독으로 사망하였다. 1968년에는 괴한의 습격을 받기도 했다. 그 후 아키히토의 도움으로 아카사카 어용지 안에서 살게 되었다. 1989년 심부전으로 죽은 뒤, 교토시 우쿄구의 니손인(二尊院)에 묻혔다.